# Народжений крадієм
«Народжений крадієм» (англ. Once a Thief) — канадський кримінальний бойовик 1996 року режисера Джона Ву.

## Сюжет
Молоді друзі Мак, Майкл і красива китаянка Ліенн здійснюють зухвалі злочини. Мак і Ліенн люблять один одного, але глава китайського мафіозного клану, якого всі вони звуть Старий, дає дозвіл на весілля тільки за умови виконання нового завдання, пов'язаного з торгівлею зброєю. Закохані намагаються бігти, вкравши гроші, але зазнають невдачі. Через 18 місяців Макс виходить з в'язниці. Таємна міжнародна організація по боротьбі з організованою злочинністю привертає його до роботи у Ванкувері. У тій же організації він зустрічає свою кохану, але у неї тепер новий наречений. В той же час до Ванкувера приїжджає і Майкл, щоб розширити територію торгівлі зброєю. Він дізнається, що його старі знайомі живі. Бойові дії починаються в звичайному дусі Джона Ву.

## У ролях
- Сандрін Холт — Li Ann Tsei
- Іван Сергій — Mac Ramsey
- Ніколас Ліа — Victor Mansfield
- Роберт Іто — The Godfather
- Майкл Вонг — Michael Tang
- Алан Скарф — Robertson Graves
- Дженніфер Дейл — The Director
- Натаніель Дево — Dobrinsky
- Грег Чан — Dance MC
- Янг Рю — Li Ann's Dance Partner